# Климчук, Александр Витальевич
Александр Витальевич Климчук (род. 9 декабря 1968 года, Санкт-Петербург) — российский бизнесмен, пионер рынка малой авиации в России, основатель компании «Аэросоюз», и компании по производству домов на воде «Houseboat.ru».

## Биография
Климчук Александр Витальевич родился 9 декабря 1968 г в Ленинграде в семье военнослужащего.
В школьные годы всерьёз увлекся авиамодельным спортом, выполнил норматив мастера спорта в этом виде состязаний, стал коллекционером моделей самолётов. После окончания школы поступил в Ленинградскую академию гражданской авиации, которую в 1991 г окончил с красным дипломом после службы в армии. В период обучения занимался самолётостроением в студенческом конструкторском бюро, параллельно летал на планерах в ДОСААФ.
В 1991 году после переезда в Москву Александр Климчук основал компанию, которая представляла собой сеть магазинов электроники и бытовой техники. В 1996 году занялся автомобильным бизнесом и открыл сеть автомобильных салонов и техцентров. В 2000-х занимался зарубежной недвижимостью. Одновременно с этим продал все остальные бизнесы и занялся тем, о чем мечтал с детства — авиацией.
Вертолетный бизнес
В 1999 году Александр Климчук основал «Николь-аэро» — авиационное производство двухместных самолётов Sky Master / Sky Ranger. А в 2002 году организовал вертолётную компанию «Аэросоюз», которая занималась продажей и обслуживанием вертолётов иностранного производства, а также обучением пилотов. Компания быстро стала лидером в авиационной отрасли. Это была первая сетевая компания в России, которая построила вертолётные центры в 10 регионах страны. «Аэросоюз» являлся в России официальным дилером, сервисным и учебным центром иностранных компаний Robinson Helicopter Company (США), AgustaWestland (Англия-Италия), Eurocopter (Франция).
В 2005 году «Аэросоюз» открыл в России первый вертолётный клуб, а с 2007 года на базе компании начала работу первая и единственная в мире Академия вертолётного спорта «Аэросоюз», которая готовила пилотов-спортсменов. В академии преподавали заслуженные тренеры и мастера спорта СССР, многократные чемпионы мира и призёры международных соревнований. В 2011 году выпускники академии стали чемпионами Европы, а в 2012 году выиграли чемпионат мира. Александр Климчук считал миссией своей компании возвращение России статуса авиационной державы.
В 2015 году «Аэросоюз» инвестировал 140 млн рублей в школу подготовки пилотов.
В 2014 году компания «Аэросоюз» заявила о намерении строить вертолётные центры собственной сети и создавать вертолётные площадки под заказ. Объём рынка девелопмента вертолётных центров в «Аэросоюзе» оценили в 1,5-2 млрд рублей в год. И совместно с Министерством транспорта Московской области компания «Аэросоюз» приступила к реализации программы строительства сети вертолётных центров вдоль окружных автодорог Москвы: 10 вертолётных центров на МКАД, 15 центров вдоль ЦКАД, 25 центров между МКАД и ЦКАД. В компании считали, что в России у вертолётов есть все предпосылки стать более массовым видом транспорта.
Корпоративный конфликт
В 2013 году руководство «Аэросоюза» вступило в конфликт с партнёром по бизнесу, владельцем компании «Хелипорты России» Александром Хрусталёвым. Конфликт затянулся на несколько лет, в результате чего в 2016 году компания «Аэросоюз» прекратила своё существование.
Производство домов на воде
В 2016 году Александр Климчук основал компанию по строительству плавучих домов нового уровня «тутто.ru». Начиналась компания как совместный проект российских и датских предпринимателей. А в 2022 году проект стал исключительно российским.
Это первая и пока единственная в мире компания, которая производит энергоэффективные хаусботы, способные вмерзать в лёд и обеспечивать комфортное проживание на воде, в том числе и в зимних условиях.
Александр Климчук и сам проживает на хаусботе, пришвартованном в акватории Химкинского водохранилища, и планирует развивать направление по комплексному строительству плавучих посёлков.
В 2022 году Александр Климчук стал омбудсменом по водной инфраструктуре при Уполномоченном по защите прав предпринимателей в г. Москве.
А в 2023 году совместно с партнёрами создал компанию «Инновационный девелопмент», которая занимается разработкой и реализацией инвестиционных проектов у воды, а также созданием искусственных земельных участков на водных акваториях.
В 2024 году была опубликована книга Александра Климчука «Азбука вертолётчика».
Семья
Женат, воспитывает четверых детей.